# Marie-Amélie Le Fur
Marie-Amélie Le Fur (geb. 26. September 1988 in Vendôme) ist eine französische Behindertensportlerin in der Leichtathletik und Sportfunktionärin. Sie nahm an fünf Paralympics teil und gewann insgesamt neun Medaillen, darunter drei Goldmedaillen. Bei Weltmeisterschaften erreichte sie zwölfmal Medaillenränge, darunter vier Meistertitel. Sie hielt zeitweise die Weltrekorde im Weitsprung mit 6,14 m (2021) und im 400-Meter-Lauf mit 59,27 s (2016). Le Fur ist darüber hinaus vielfältig im Sport engagiert. Sie wurde im Dezember 2018 zur Präsidentin des Comité paralympique et sportif français gewählt.

## Herkunft und Jugend
Marie-Amélie Le Fur kam 1988 in Vendôme im zentralfranzösischen Département du Loir-et-Cher zur Welt.
Sie betreibt seit ihrem sechsten Lebensjahr Leichtathletik. Im Alter von 16 Jahren musste bei ihr nach einem Verkehrsunfall mit einem Motorroller der linke Unterschenkel amputiert werden. Sie begann jedoch bereits vier Monate später wieder zu laufen und nahm sehr schnell nach ihrem Unfall Kontakt zum französischen Behindertensportverband (Fédération handicaisport) auf, um nach diesem dramatischen Einschnitt wieder in eine positive Dynamik zu kommen.

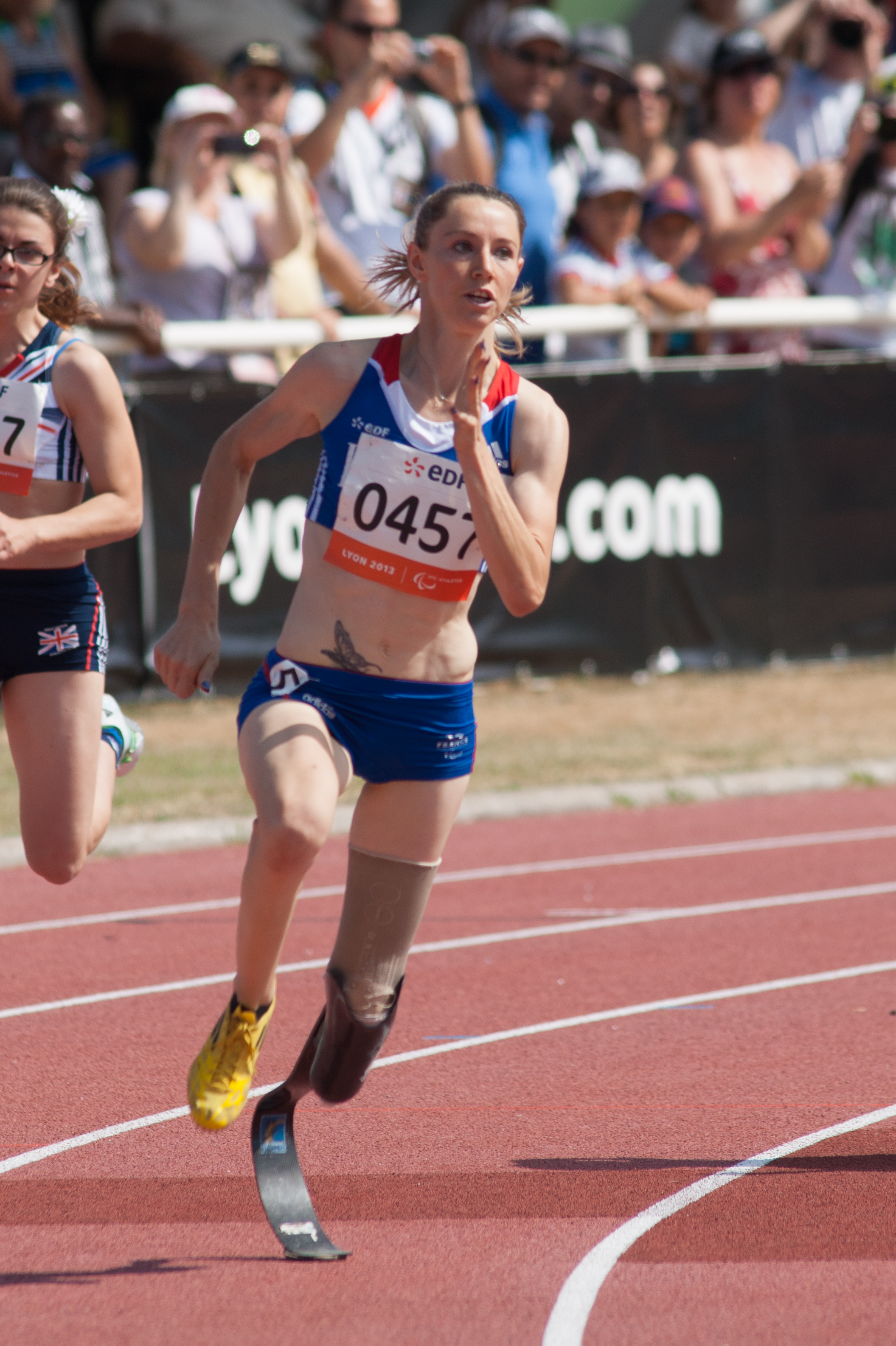
Marie-Amélie Le Fur bei der Weltmeisterschaft 2013

## Aktive sportliche Karriere
Entsprechend ihrer Behinderung trat Le Fur in der Startklasse T44 (Unterschenkelamputierte) an, die mit der Neuklassifikation von 2017 unter T64 neu gefasst wurde.
Bei den Para-Leichtathletik-Weltmeisterschaften 2006 im niederländischen Assen wurde sie Zweite im Weitsprung, im 100- und 200-Meter-Lauf.
Bei den Paralympischen Sommerspielen 2008 gewann sie Silbermedaillen über 100 Meter und im Weitsprung.
2011 siegte sie bei den Weltmeisterschaften im neuseeländischen Christchurch im 100- und 200-Meter-Lauf.
Am 23. Juni 2012 brach sie den Weltrekord im Para-Weitsprung mit einer Weite von 5,43 Metern.
Bei den Sommerspielen 2012 in London gewann sie eine Bronzemedaille im Weitsprung, dann ihre erste Goldmedaille über 100 Meter mit 13,27 s und beendete den Wettkampf über 200 Meter mit einer Silbermedaille (26,76 s).
2013 wurde sie bei den Weltmeisterschaften in Lyon dreifache Vizeweltmeisterin: Sie gewann die Silbermedaillen auf den 100 und 200 Metern und im Weitsprung. Im Jahr darauf gewann sie bei den Europameisterschaften in Swansea den Titel im 400-Meter-Lauf, stellte mit einer Zeit von 61,41 s ebenfalls einen neuen Weltrekord auf und wurde Zweite im Weitsprung.

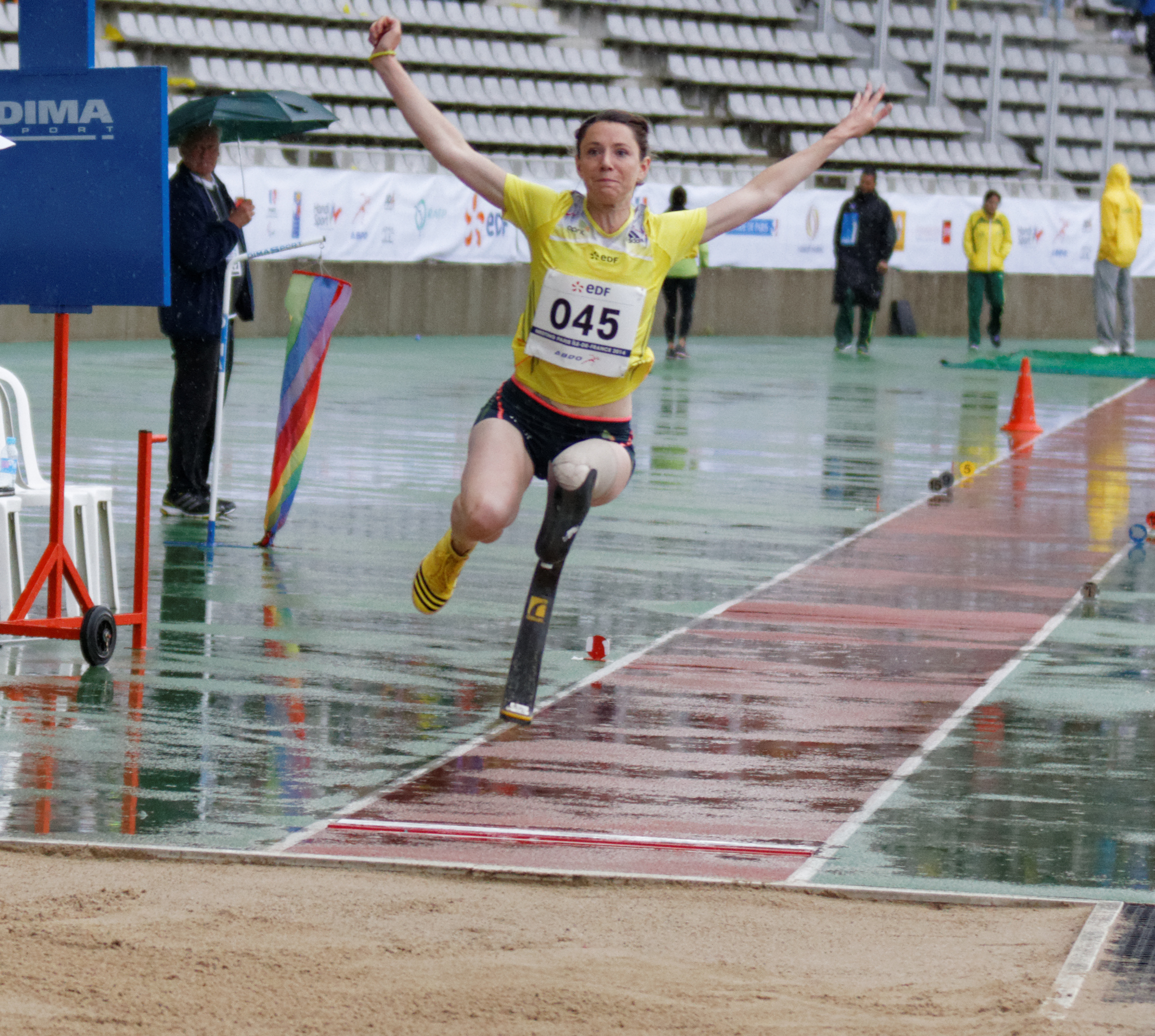
Marie-Amélie Le Fur au meeting de Paris 2014.

Bei den Weltmeisterschaften 2015 in Doha gewann sie das Weitsprung-Finale mit 5,84 m, die wegen zu viel Rückenwind nicht als Weltrekord anerkannt wurden, in einem zweiten Versuch mit 5,74 m stellte sie dann aber doch noch unter regulären Bedingungen einen neuen Rekord auf. Im Finale des 200-Meter-Laufs belegte sie den zweiten Platz hinter der Niederländerin Marlou van Rhijn. Am 28. Oktober gewann Le Fur bei diesen Meisterschaften einen zweiten Weltmeistertitel über 400 Meter, indem sie mit 59,30 s als erste Frau in ihrer Kategorie unter einer Minute blieb. Am nächsten Tag unterlag sie im Finale des 100-Meter-Laufs trotz eines neuen französischen Rekords (13,12 s) gegen van Rhijn, die mit 12,80 s einen neuen Weltrekord aufstellte.
Bei den Paralympics 2016 in Rio de Janeiro gewann sie drei Medaillen, darunter zwei Goldmedaillen, eine erste im Weitsprung mit einem neuen Weltrekord (5,83 Meter) und eine über 400 Meter ebenfalls mit einem neuen Weltrekord (59,27 s). Die dritte Medaille war Bronze auf 200 Meter. Nach den Spielen beschloss sie, mit dem Sport zu pausieren und sich der Bewerbung von Paris für die Olympischen Sommerspiele 2024 zu widmen. Sie wurde schwanger, doch wenige Tage vor dem Geburtstermin kam es zu einer schwerwiegenden Präeklampsie und sie verlor ihr Kind.
Für die Leichtathletik-Europameisterschaften für Behinderte in Berlin 2018 qualifizierte sie sich durch den Sieg bei den französischen Meistermeisterschaften im Weitsprung in Belfort. Bei den Europameisterschaften der Nichtbehinderten war sie als Expertin für France Télévisions tätig, bei den Para-Wettbewerben gewann sie einen weiteren Europameistertitel im Weitsprung mit einem neuen Weltrekord von 6,01 Metern.
Marie-Amélie Le Fur vertrat Frankreich auch bei den Paralympischen Sommerspielen 2020 in Tokio, Japan, die aufgrund der COVID-19-Pandemie in den Sommer 2021 verschoben wurden; sie gewann Silber im Weitsprung der Frauen mit 6,11 Metern, fünf Zentimeter hinter der Niederländerin Fleur Jong.

## Andere Bereiche
Im Dezember 2015 wurde sie an der Seite des Judoka Teddy Riner zur Co-Vorsitzenden des Athletenkomitees für die Olympia-Bewerbung von Paris für 2024 ernannt und saß in dieser Funktion im Verwaltungsrat der Öffentlichen Interessenvereinigung „Paris 2024“.
2017 wurde sie von France Télévisions als Expertin für die Leichtathletik-Weltmeisterschaft der Behinderten in London engagiert. 2018 kommentierte sie die Leichtathletik-Wettbewerbe der European Championships auf France Télévisions gemeinsam mit Patrick Montel, Stéphane Diagana und Yohann Diniz.
2018 wurde sie von der Sportministerin Laura Flessel zusammen mit dem Fußballer Antoine Griezmann und der Boxerin Estelle Mossely zur Botschafterin einer Antidiskriminierungskampagne ernannt. 2018 wurde sie als Nachfolgerin der Rollstuhlfechterin Emmanuelle Assmann zur Präsidentin des Französischen Paralympischen Sportkomitees gewählt.
Bei der Eröffnungsfeier der Olympischen Sommerspiele 2024 gehörte sie zu den letzten Trägern der olympischen Flamme vor der Entzündung der Feuerschale.
Seit 2008 ist Marie-Amélie Le Fur Patin der Kampagne Handivalides, einer nationalen Veranstaltung für die Integration von Studierenden mit Behinderungen auf dem Campus.

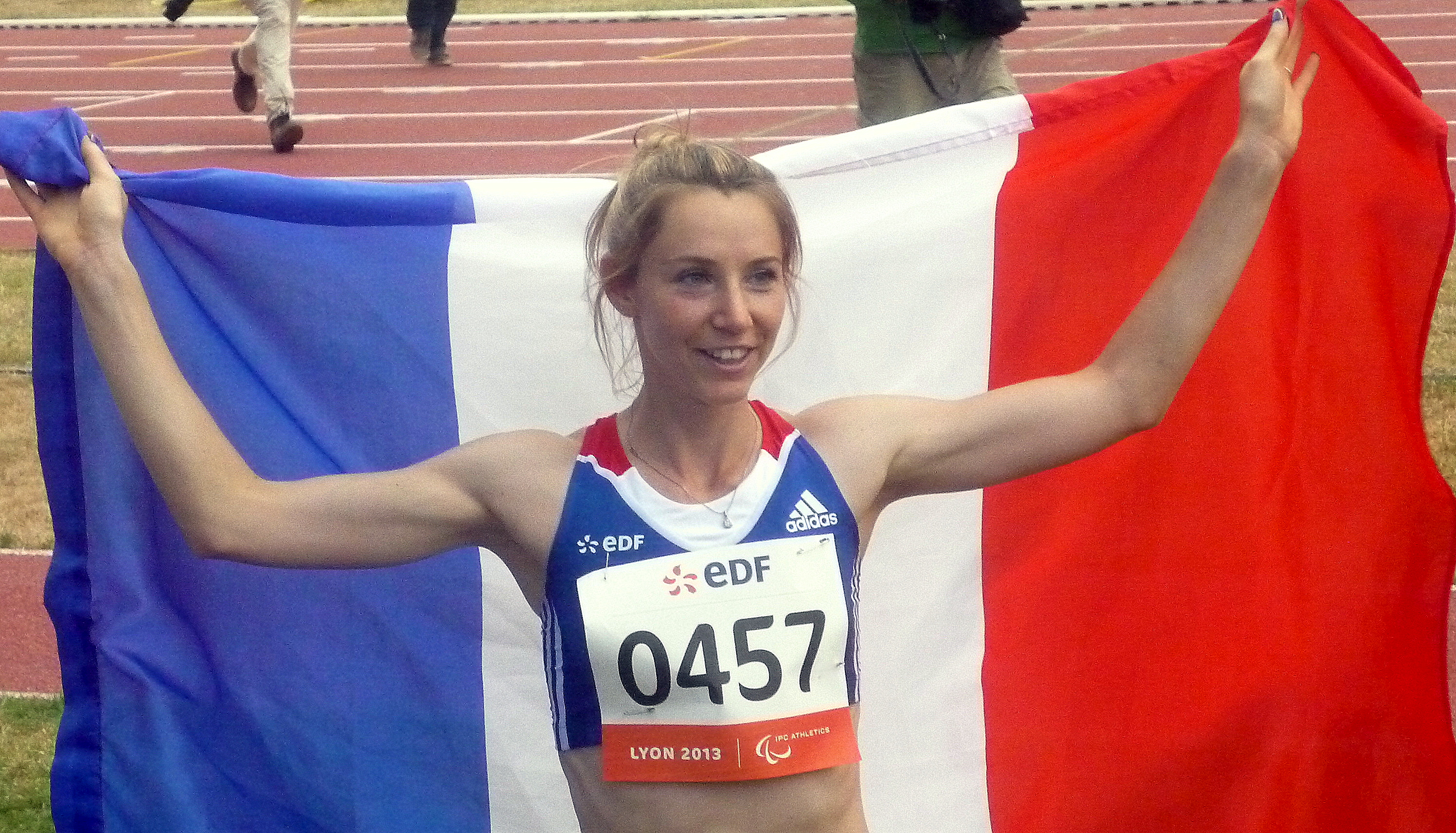
Weltmeisterschaften 2013

## Dokumentationen
Eine Dokumentation mit dem Titel Super Heroes, die sie neben Michaël Jeremiasz, Sandrine Martinet-Aurières, Théo Curin und Mathieu Bosredon porträtierte, wurde 2016 auf France 4 ausgestrahlt. In einem weiteren Dokumentarfilm steht sie allein im Mittelpunkt: „Marie-Amelie la voie de la lame“ [Marie-Amelie, der Weg der Klinge], gedreht von Jacques Bedel im Jahr 2021.

## Auszeichnungen
- 2008 Offizierskreuz des Ordre national du Mérite[33]
- 2013 Ritterkreuz der Ehrenlegion[34]
- 2016 RMC Sport Award d'honneur[35]
- 2016 Offizierskreuz der Ehrenlegion[36]